# To Kill a Mockingbird (film)
To Kill a Mockingbird is een Amerikaanse dramafilm uit 1962 onder regie van Robert Mulligan. Het scenario is gebaseerd op de gelijknamige roman uit 1960 van de Amerikaanse auteur Harper Lee.

## Verhaal
Atticus Finch is een advocaat in een dorp in Alabama in de jaren 30. Hij neemt de verdediging op zich van een zwarte man, die ervan wordt beschuldigd dat hij een blanke vrouw heeft verkracht. De racistische dorpelingen willen de advocaat op andere gedachten brengen, maar hij besluit toch door te zetten.

## Rolverdeling
| Acteur               | Personage                |
| -------------------- | ------------------------ |
| Gregory Peck         | Atticus Finch            |
| John Megna           | Dill Harris              |
| Frank Overton        | Sheriff Heck Tate        |
| Rosemary Murphy      | Maudie Atkinson          |
| Ruth White           | Mevrouw Dubose           |
| Brock Peters         | Tom Robinson             |
| Estelle Evans        | Calpurnia                |
| Paul Fix             | Rechter Taylor           |
| Collin Wilcox Paxton | Mayella Violet Ewell     |
| James Anderson       | Bob Ewell                |
| Alice Ghostley       | Tante Stephanie Crawford |
| Robert Duvall        | Boo Radley               |
| William Windom       | Mijnheer Gilmer          |
| Crahan Denton        | Walter Cunningham sr.    |
| Richard Hale         | Nathan Radley            |
| Mary Badham          | Scout                    |
| Phillip Alford       | Jem                      |

## Prijzen en nominaties
| Jaar | Prijs  | Categorie                | Genomineerde(n)                                | Uitslag     |
| ---- | ------ | ------------------------ | ---------------------------------------------- | ----------- |
| 1962 | Oscars | Beste film               | Alan J. Pakula                                 | Genomineerd |
| 1962 | Oscars | Beste regisseur          | Robert Mulligan                                | Genomineerd |
| 1962 | Oscars | Beste acteur             | Gregory Peck                                   | Gewonnen    |
| 1962 | Oscars | Beste vrouwelijke bijrol | Mary Badham                                    | Genomineerd |
| 1962 | Oscars | Beste bewerkte scenario  | Horton Foote                                   | Gewonnen    |
| 1962 | Oscars | Beste originele muziek   | Elmer Bernstein                                | Genomineerd |
| 1962 | Oscars | Beste productieontwerp   | Henry Bumstead Alexander Golitzen Oliver Emert | Gewonnen    |
| 1962 | Oscars | Beste camerawerk         | Russell Harlan                                 | Genomineerd |